# تورو اموری
تورو اموری (به ژاپنی: 江守 徹 Emori Tōru)؛ (زادهٔ ۲۵ ژانویهٔ ۱۹۴۴) یک هنرپیشه فیلم و کارگردان تئاتر اهل ژاپن است.